# Rákos-patak (Fertő)
A Rákos-patak Győr-Moson-Sopron vármegyében ered, Fertőrákos északnyugati részén. A patak forrásától kezdve délkeleti-keleti irányban halad, végül Fertőrákosnál eléri a Fertőt.
A Rákos-patak vízgazdálkodási szempontból a Rábca és Fertő-tó Vízgyűjtő-tervezési alegység működési területét képezi.

## Part menti települések
- Fertőrákos
- Sopronkőhida